# Ealing Art College
L'Ealing Art College (in passato Ealing Technical College of Art & School) era un istituto d'arte a St Mary's Road, Ealing, Londra, Inghilterra. Oggi il campus è parte dell'University of West London